# Sweden (Maine)
Sweden és un poble del Comtat d'Oxford (Maine) als Estats Units d'Amèrica.

## Demografia
Segons el cens dels Estats Units del 2000 Sweden tenia 324 habitants, 132 habitatges, i 97 famílies. La densitat de població era de 4,4 habitants/km².
Dels 132 habitatges en un 31,1% hi vivien nens de menys de 18 anys, en un 62,9% hi vivien parelles casades, en un 7,6% dones solteres, i en un 25,8% no eren unitats familiars. En el 19,7% dels habitatges hi vivien persones soles el 8,3% de les quals corresponia a persones de 65 anys o més que vivien soles. El nombre mitjà de persones vivint en cada habitatge era de 2,45 i el nombre mitjà de persones que vivien en cada família era de 2,79.
Per edats la població es repartia de la següent manera: un 24,4% tenia menys de 18 anys, un 4,3% entre 18 i 24, un 25,6% entre 25 i 44, un 28,7% de 45 a 60 i un 17% 65 anys o més.
L'edat mediana era de 42 anys. Per cada 100 dones de 18 o més anys hi havia 96 homes.
La renda mediana per habitatge era de 30.781 $ i la renda mediana per família de 40.625 $. Els homes tenien una renda mediana de 30.000 $ mentre que les dones 24.375 $. La renda per capita de la població era de 14.991 $. Entorn del 12,9% de les famílies i el 19,5% de la població estaven per davall del llindar de pobresa.